# Waffenstillstand von Mudanya
Der  Waffenstillstand von Mudanya war eine Vereinbarung zwischen der Türkei auf der einen und Italien, Frankreich und dem Vereinigten Königreich auf der anderen Seite, um die Kampfhandlungen an der Westfront des Türkischen Befreiungskrieges zu beenden. Er wurde in der Stadt Mudanya, in der Provinz Bursa, am 11. Oktober 1922 unterzeichnet. Das Königreich Griechenland stimmte dem Vertrag am 14. Oktober 1922 zu.

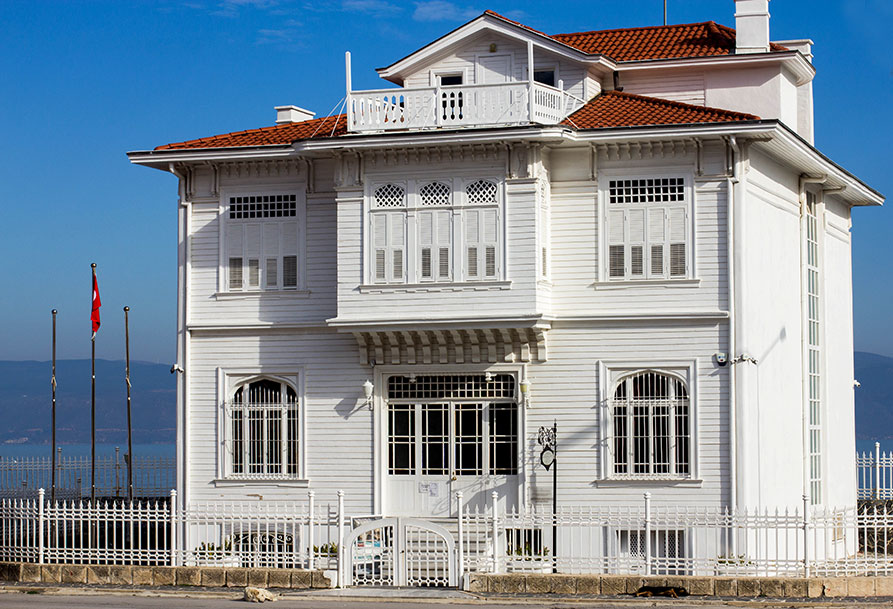
Gebäude, in dem der Waffenstillstand unterzeichnet wurde

## Hintergrund
Mit dem Waffenstillstand von Mudros endete der Erste Weltkrieg auf dem orientalischen Kriegsschauplatz und die Alliierten besetzten die Dardanellen und den Bosporus. Anschließend wurde auch Istanbul besetzt. Danach wurde über die Aufteilung des Osmanischen Reiches verhandelt. Die türkische Nationalbewegung wehrte sich gegen diese Pläne.
Ende August und Anfang September 1922 gelangen den türkischen Truppen entscheidende Siege über den Hauptgegner Griechenland im Griechisch-Türkischen Krieg. Am 5. September 1922 bekräftigte Mustafa Kemal Atatürk den Anspruch auf Ostthrakien und am 9. September wurde die Großstadt Izmir eingenommen, was den Krieg faktisch beendete. Teile der türkischen Armee gingen in der Folge auf die internationalisierte neutrale Zone an den Meerengen vor. Am 15. September stellten die britischen Truppen den Türken ein Ultimatum, ihren Vormarsch einzustellen. Dies löste die Chanakkrise aus, was die Gefahr eines größeren internationalen Konflikts heraufbeschwor. Am 19. September widersprachen die Briten den Türken in ihrem Anspruch auf Istanbul und Thrakien. Frankreich, Jugoslawien, Italien und einige britische Dominions wollten jedoch keinen weiteren Krieg. Raymond Poincaré, der französische Premierminister, forderte Verhandlungen am 23. September. Mustafa Kemal zeigte sich am 29. September einverstanden und schlug vor, sich in Mudanya zu treffen. Das britische Kabinett beschloss, Ostthrakien den Türken zu überlassen.
Am 3. Oktober begannen die Gespräche, die am 11. Oktober zu einer Vereinbarung führten. Kurz vor dem Abschluss des Vertrages waren die Briten im Begriff Çanakkale anzugreifen. Die Türken zeigten sich womöglich auch einverstanden, die Bedingungen zu akzeptieren, da die britischen Truppen in den Tagen vor der Unterzeichnung Verstärkungen erhielten.

## Bedingungen
- Griechische Truppen verlassen Ostthrakien bis hinter den Fluss Mariza und die Stadt Edirne innerhalb der nächsten 15 Tage.
- 30 Tage nach dem Abzug richten die Türken eine Zivilverwaltung ein.
- Bis zum Abschluss des Friedensvertrages dürfen nicht mehr als 8000 türkische Soldaten in Ostthrakien stationiert werden.[4]

Die letzten Details wurden in der Konferenz von Lausanne zwischen dem 21. November 1922 und dem 24. Februar 1923 und vom 23. April bis zum 24. Juli 1923 ausgehandelt. Dies wurde im Vertrag von Lausanne besiegelt.
Bis zum Vertragsabschluss blieben alliierte Truppen in den betroffenen Gebieten stationiert.